# Ixodes laguri
Ixodes laguri är en fästingart som beskrevs av Olenev 1931. Ixodes laguri ingår i släktet Ixodes och familjen hårda fästingar. Inga underarter finns listade i Catalogue of Life.